# Laghi salati dell'Africa orientale
I laghi salati dell'Africa orientale sono un'ecoregione dell'ecozona afrotropicale, definita dal WWF (codice ecoregione: AT0901), formata da due laghi salati situati in Tanzania: il Natron e il Bahi.

## Territorio
Entrambi i laghi che costituiscono questa ecoregione sono situati lungo il ramo orientale della Rift Valley. Il Natron, il maggiore dei due, misura, al massimo della sua estensione, 57 km di lunghezza e 22 km di larghezza. È situato nella regione di Arusha, nel nord della Tanzania (lungo il confine con il Kenya), a 36° di longitudine est e 2° 30' di latitudine sud. Il Bahi è grande all'incirca la metà del Natron ed è situato nella regione di Singida, nel centro del paese, nei pressi della grande città di Dodoma, a circa 35° di longitudine est e 6° di latitudine sud.
Entrambi questi laghi salati sono situati a bassa quota, in una regione semiarida. In questa zona climatica cadono meno di 800 mm di pioggia all'anno, con notevoli variazioni da un anno all'altro. La maggior parte della pioggia cade tra dicembre e maggio, dopo di che ha inizio una lunga stagione secca. Qui le temperature, di giorno, superano frequentemente i 40 °C. Queste condizioni di caldo e aridità espongono i laghi ad alti tassi di evaporazione, provocando una perdita di acqua che le piogge non riescono a compensare.
Nel corso dei secoli l'essiccamento ha reso quelli che in passato erano grandi laghi di acqua dolce dei grossi stagni dalle acque altamente salate. Con il passare degli anni, questi laghi evaporeranno del tutto, trasformandosi in distese di sale.
Il lago Natron è alimentato principalmente dal fiume Ewaso Ngiro meridionale, che nasce sugli altopiani centrali del Kenya, ma anche da calde sorgenti minerali che gorgogliano ai suoi bordi, spingendo sali solubili verso la superficie. Il lago Bahi è alimentato dal fiume Bubu, che nasce sugli altopiani di Mbulu, nel centro della Tanzania. In entrambi i laghi la perdita di acqua avviene unicamente attraverso l'evaporazione, perché nessuno dei due ha un emissario (superficiale o sotterraneo). Gli alti tassi di evaporazione e il costante apporto di sali dal substrato salino rende le acque estremamente salate. Nel Natron sono così ricche di carbonato di sodio disciolto che divengono frequentemente viscose al tatto.

## Flora
I laghi sono privi di vegetazione macrofita, ma sono ricchi di alghe e in particolare le alghe azzurre (Cyanobacteria), come Spirulina spp., dominano le acque salate. Le vaste distese di fango salso che circondano le acque sono generalmente considerate dei deserti salati e sono privi di vegetazione macrofita. Queste distese incrostate di sale si ricoprono, durante la stagione delle piogge, di uno strato di alghe azzurre. Poche specie alofile sono in grado di attecchire sui suoli salini che circondano i laghi. Le principali sono Cyperus laevigatus, Dactyloctenium spp., Juncus maritimus, Salvadora persica, Sporobolus spicatus, Sporobolus robustus, Suaeda monoica e Triplocephalum holstii. L'erba Sporobolus spicatus può tollerare un maggiore grado di salinità rispetto a S. robustus. Le pianure leggermente meno alcaline che circondano i laghi sono dominate da erbe e da Sesbania sesban, con alberi sparsi di Acacia xanthophloea. La vegetazione di alofite che circonda il lago Natron cede gradualmente il passo alle praterie vulcaniche del Serengeti a sud, e altrove alla boscaglia e macchia di Acacia-Commiphora settentrionale. Il lago Bahi è interamente circondato dalla boscaglia e macchia di Acacia-Commiphora meridionale.

## Fauna
Nelle acque di questi laghi vive in gran numero un'unica specie di pesce, la tilapia dalle labbra bianche o tilapia alcalina (Oreochromis alcalicus). Questo piccolo pesce, lungo circa 10 cm, vive ai margini delle insenature, dove l'acqua ha una temperatura di 36-40 °C. La specie è endemica dei laghi salati della Rift Valley ed è perfettamente adattata alle alte temperature e alla salinità di questi luoghi.
I laghi Natron e Bahi ospitano vaste popolazioni di uccelli acquatici, in particolare di fenicotteri. Nel Natron vi è la maggiore concentrazione di fenicotteri dell'intera Africa orientale. In questi laghi si trovano sia il fenicottero maggiore (Phoenicopterus roseus) che quello minore (Phoeniconaias minor); quest'ultimo è molto più numeroso: per ogni fenicottero maggiore ve ne sono 100 minori.
Il lago Natron costituisce il principale sito di nidificazione dei fenicotteri nell'Africa orientale ed è l'unico luogo in Africa in cui il fenicottero minore si riproduce regolarmente. La specie si riprodusse qui per 9 dei 14 anni dal 1954 al 1967. Durante questi anni, venne registrato solamente un altro sito riproduttivo, il lago Magadi, in Kenya, dove la specie nidificò nel 1962. Sebbene il Natron costituisca un essenziale terreno per la nidificazione, i fenicotteri, per alimentarsi, preferiscono volare verso i laghi Nakuru e Bogoria, entrambi in Kenya, leggermente meno salati e più ricchi di piccoli crostacei e alghe azzurre.
Tra i mammiferi che vivono nelle distese erbose circostanti il lago vi sono gnu striati (Connochaetes taurinus), zebre (Equus quagga), gazzelle di Thomson (Eudorcas thomsonii), elefanti (Loxodonta africana), rinoceronti neri (Diceros bicornis), giraffe (Giraffa tippelskirchi), bufali (Syncerus caffer), impala (Aepyceros melampus) e gazzelle di Grant (Nanger granti); tra i predatori vi sono leoni (Panthera leo) e ghepardi (Acinonyx jubatus). Il geco dita a foglia di Tomier (Hemidactylus squamulatus) vive nella vegetazione intorno ai laghi di soda della Rift Valley, compresi quelli di questa ecoregione.

## Conservazione
Pur essendo situati al di fuori di aree protette, entrambi i laghi sono pressoché intatti, data la difficoltà dell'insediamento umano.